# Pietro Nenni
Pietro Sandro Nenni (Faenza, 9 de fevereiro de 1891 - Roma, 1 de janeiro de 1980) foi um político italiano, figura central da esquerda italiana de 1920 a 1960.

## Biografia
Em 1908 tornou-se editor de um periódico republicano em Forlì. Foi preso em 1911 por sua participação no protesto contra a Guerra Ítalo-Turca na Líbia, juntamente com Benito Mussolini.
Quando a Primeira Guerra Mundial teve início, Nenni posicionou-se a favor da entrada da Itália na guerra, tendo se voluntariado em 1915.
Em 1921 aderiu ao Partido Comunista Italiano, o PCI. Em 1923 tornou-se editor do periódico italiano Avanti!, republicano. Em 1943 foi preso pelos alemães na França, ficando detido na Itália, na ilha de Ponza. Foi liberado em agosto do mesmo ano.
De 1946 a 1947 foi Ministro das Relações Exteriores na Itália. A partir de 1956, aproximou-se da democracia cristã. Em 1963 tornou-se vice-presidente do conselho no gabinete de coalizão presidido por A. Moro e renunciou à secretaria geral do PSI.